# 新井優 (俳優)
新井 優（あらい ゆう、1994年12月15日 - ）は、日本の俳優、モデル。オムニア所属、身長173cm。埼玉県出身。　

## 人物・概要
愛称は『ゆうくん』。趣味はカメラ、映画鑑賞、人間観察。特技はテニス。

## 出演

### TV
- 日本テレビ「時をかける少女」
- テレビ東京「老い愛で子さんのご自愛ください。」
- フジテレビ「問題のあるレストラン」

### 舞台
- 「ラピスラズリ ～どうしようもない猫が嘘をついた～」 （作・演出:奥脇健一、2015年6月26日 - 28日、高田馬場ラビネスト）
- 「人間風車」（作:後藤ひろひと / 演出:岡本貴也、2016年4月6日 - 12日、六行会ホール） - 銀戦士・プラタ 役
- 「DOORS」（2016年6月24日 - 7月2日、浅草六区ゆめまち劇場）
- 「ジル・ド・レ Gilles de Rais ～episode1 残光のリフレイン～」（2016年11月9日 - 20日、浅草六区ゆめまち劇場）※ゲスト出演
- 「緋色八犬伝」（2017年2月2日 - 5日、博品館劇場）
- 「Gilles de Rais ジル・ド・レZERO ～狂愛のゼラニウム～」（2017年8月24日 - 9月9日、浅草六区ゆめまち劇場）
- 「Gilles de Rais ジル・ド・レ SPECIAL EDITION～残光のリフレイン～～狂愛のゼラニウム～」（2017年11月16日 - 19日、浅草六区ゆめまち劇場）
- 「鬼切丸伝〜源平鬼絵巻〜」（2018年6月20日 - 24日、全労済ホール／スペース・ゼロ） - 赤鬼丸 役

### 雑誌
- Popteen（角川春樹事務所）
- JELLY（ぶんか社）